# Bilet

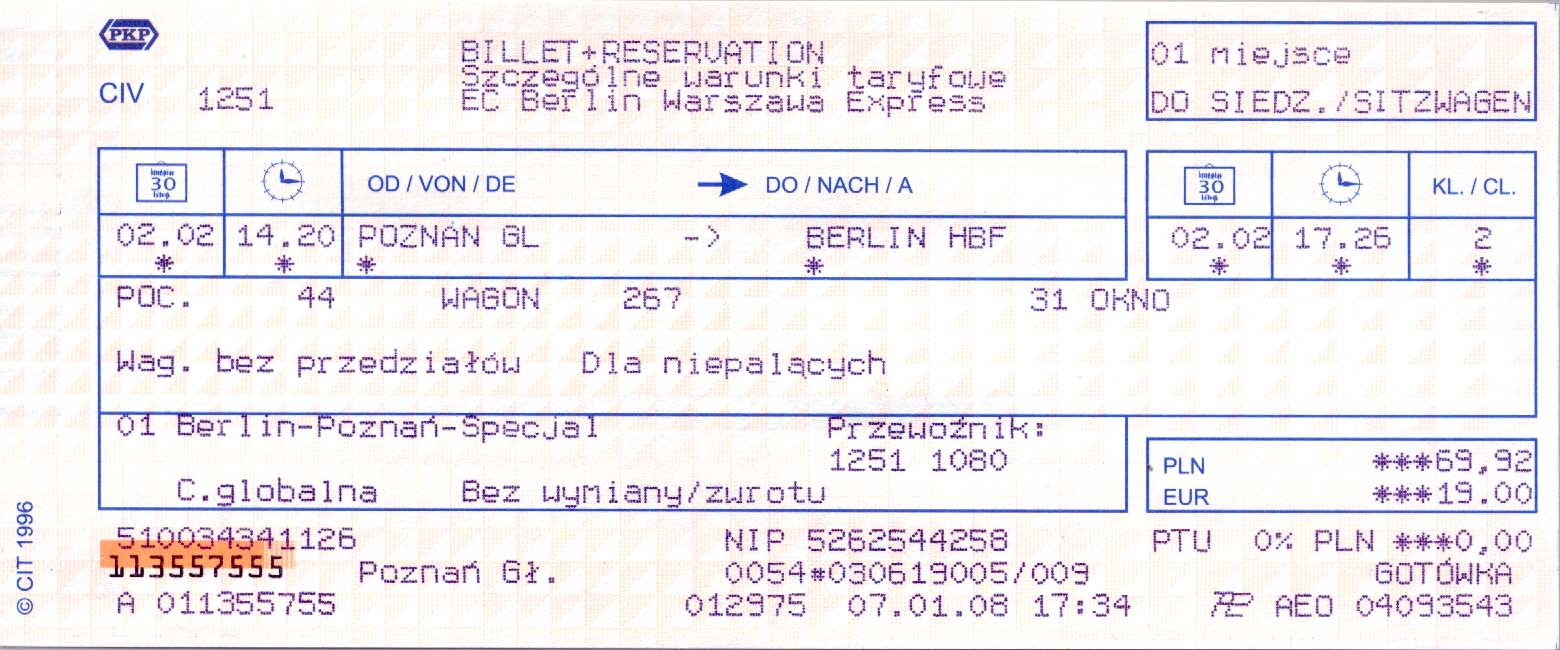
Bilet PKP na pociąg EC wraz z miejscówką

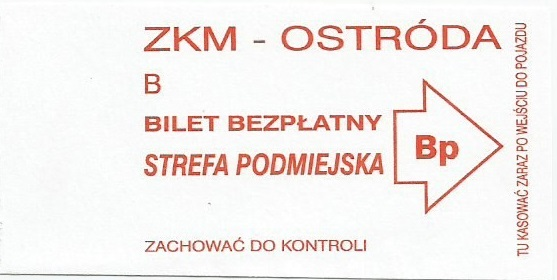
Bilet ZKM Ostróda

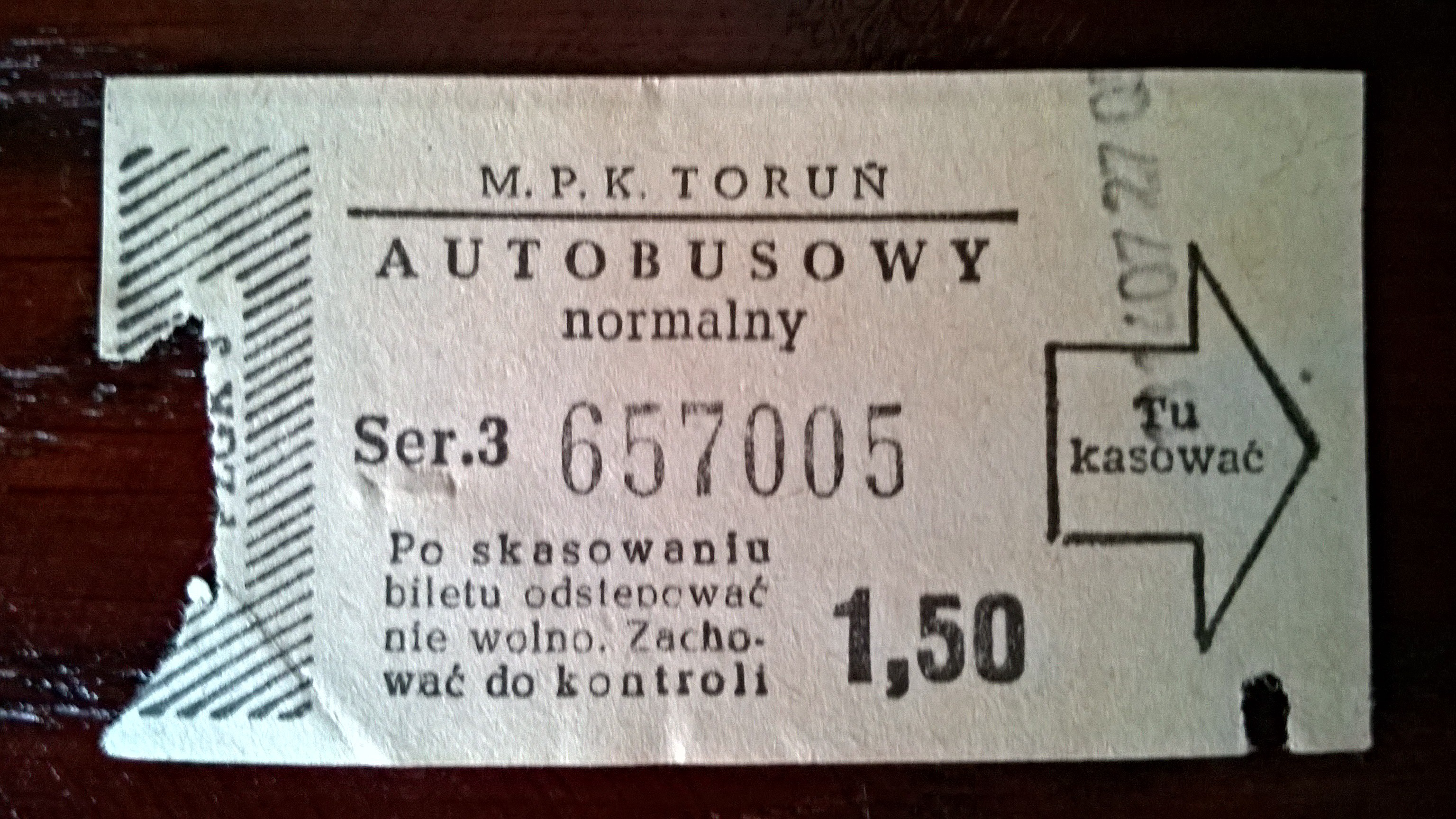
Toruń - bilet komunikacji miejskiej z 1977 roku

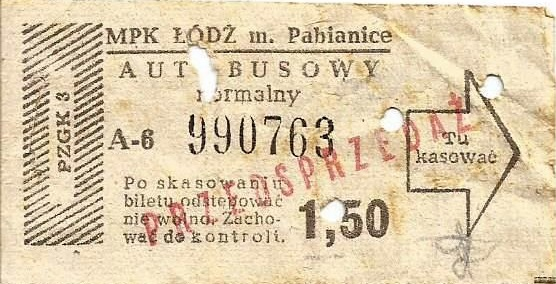
Bilet MPK Łódź

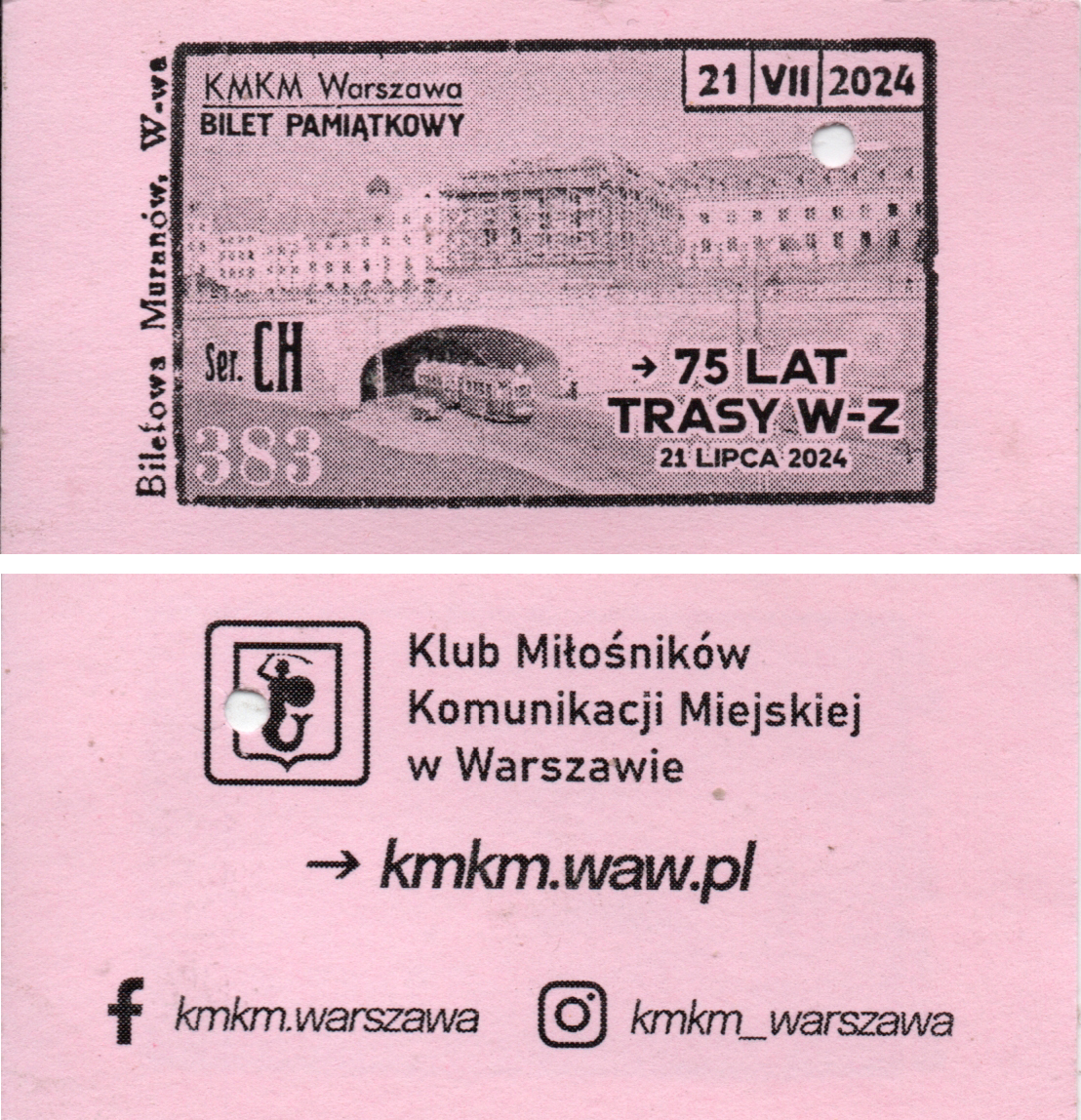
Skasowany bilet pamiątkowy z okazji 75-rocznicy Trasy W-Z w Warszawie, awers i rewers

Bilet (fr. billet) – dokument potwierdzający uprawnienie do skorzystania z określonej usługi (np. wejścia na mecz, przejazdu środkami komunikacji publicznej (pociąg, autobus)), za którą uiściło się opłatę przy jego nabyciu.
W publicznym transporcie zbiorowym bilet oznacza ważny dokument lub inny dowód zawarcia umowy transportowej.
Tradycyjne bilety wytwarzane były ze zwykłego papieru, obecnie (z uwagi na fałszerstwa) bilety dostępne w przedsprzedaży drukuje się zazwyczaj na specjalnym papierze zaopatrzonym w różnego rodzaju zabezpieczenia (np. mikrodruk, hologram). W sprzedaży bezpośredniej coraz częściej rezygnuje się z tradycyjnych form biletów na rzecz wydruków z kas fiskalnych.
Pojawiły się też bilety (głównie okresowe) w formie kart elektronicznych (np. Warszawska Karta Miejska, Krakowska Karta Miejska, Bydgoska Karta Miejska albo Migawka – karta zbliżeniowa w Łodzi) oraz wirtualne bilety w postaci hasła lub kodu (np. bilety lotnicze).

## Kwestie prawne
W rozumieniu prawa zobowiązań bilet jest znakiem legitymacyjnym potwierdzającym, że okaziciel (bilety kasowane) albo osoba imiennie wskazana (bilet okresowy) posiada uprawnienie do skorzystania z usługi oferowanej przez przedsiębiorcę posługującego się biletem. W odróżnieniu od papieru wartościowego bilet stanowi wyłącznie dowód przysługiwania określonego prawa, co oznacza, że w razie jego zagubienia (dotyczy to szczególnie biletów okresowych), uprawnienie do skorzystania z usługi biletowanej nie gaśnie, lecz może być wykazane innymi dowodami.
Bilet jest dokumentem stwierdzającym istnienie określonego stosunku prawnego, prawnie chronionym na gruncie prawa karnego. Podrobienie lub przerobienie biletu w celu jego użycia jako autentycznego albo też jego użycie, stanowi przestępstwo fałszu materialnego dokumentu. Z kolei osoba, która taki bilet sprzedaje jako autentyczny, dopuszcza się przestępstwa oszustwa.
Korzystanie z usługi biletowanej bez nabycia biletu może rodzić odpowiedzialność za wykroczenie szalbierstwa.

## Miejscówka

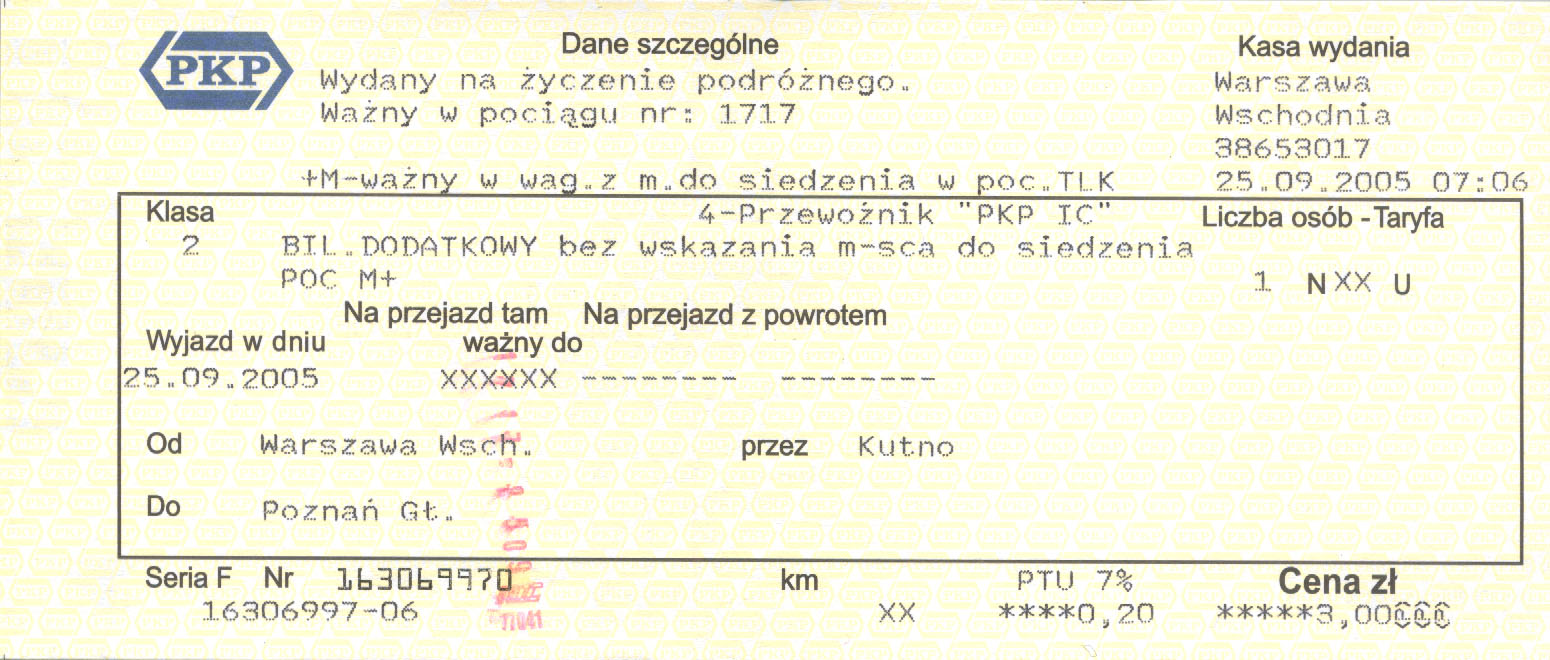
Miejscówka bez wskazanego miejsca do siedzenia

Miejscówka (dopłata do biletu) – oddzielny blankiet sprzedawany wraz z biletem, za dopłatą, umożliwiający podróż wybranym środkiem transportu na określonym w miejscówce siedzeniu. W Polsce najdłużej, do 18 marca 2013, miejscówki stosowano w pociągach spółki PKP Intercity. Obecnie w komunikacji autobusowej i kolejowej, wybrane miejsce – o ile istnieje ich rezerwacja – jest wskazane bezpośrednio na bilecie.
Do końca 2010 w przypadku braku miejsc siedzących w pociągu istniała możliwość nabycia miejscówki „bez wskazanego miejsca do siedzenia” upoważniającej do stania lub zajęcia wolnego miejsca, które należało zwolnić, gdy pojawił się pasażer z właściwą rezerwacją. Miejscówka taka, z adnotacją konduktora o braku wolnych miejsc, była podstawą do zwrotu opłat za jej wydanie (w drodze reklamacji).